# سیاهگوش غارزی
سیاهگوش غارزی یا سیاهگوش غارزی مدیترانه‌ای (Lynx spelaeus یا Lynx pardinus spelaeus) یک گونه گربه‌ایان منقرض شده‌است که در دوران پلیستوسن می‌زیسته‌است. بحث‌برانگیز این است که زیرگونه‌ای از سیاهگوش ایبری مدرن (Lynx pardinus) و مترادف کوچک این گونه باشد.
فسیل‌هایی از دوران پلیستوسن میانی و اواخر در ایتالیا و فرانسه پیدا شده‌است. بازسازی توده بدن این سیاهگوش را حدود ۲۳ کیلوگرم تخمین زده‌است.